# Oia baiyunensis
Espèce
Oia baiyunensis est une espèce d'araignées aranéomorphes de la famille des Linyphiidae.

## Distribution
Cette espèce est endémique du Hunan en Chine,. Elle se rencontre dans le xian de Baojing.

## Description
Le mâle holotype mesure 1,38 mm et la femelle paratype 1,23 mm.

## Systématique et taxinomie
Cette espèce a été décrite par Irfan, Zhang et Peng en 2025.

## Étymologie
Son nom d'espèce, composé de baiyunensis et du suffixe latin -ensis, « qui vit dans, qui habite », lui a été donné en référence au lieu de sa découverte, Baiyun.

## Publication originale
- Irfan, Zhou, Peng & Zhang, 2025 : « Survey of Linyphiidae spiders (Arachnida: Araneae) from some oriental regions of China. » Megataxa, vol. 15, no 1, p. 1-248 (texte intégral).